# Wolverhampton Wanderers Football Club 2018-2019
Questa pagina raccoglie i dati riguardanti il Wanderers Football Football Club nelle competizioni ufficiali della stagione 2018-2019.

## Rosa
| N. |                        | Ruolo | Calciatore         |
| -- | ---------------------- | ----- | ------------------ |
| 31 | Inghilterra (bandiera) | P     | Will Norris        |
| 21 | Inghilterra (bandiera) | P     | John Ruddy         |
| 11 | Portogallo (bandiera)  | P     | Rui Patrício       |
| 5  | Inghilterra (bandiera) | D     | Ryan Bennett       |
| 15 | Francia (bandiera)     | D     | Willy Boly         |
| 2  | Irlanda (bandiera)     | D     | Matt Doherty       |
| 47 | Inghilterra (bandiera) | D     | Cameron John       |
| 19 | Spagna (bandiera)      | D     | Jonny Castro       |
| 49 | Inghilterra (bandiera) | D     | Max Kilman         |
| 29 | Portogallo (bandiera)  | D     | Rúben Vinagre      |
| 27 | Marocco (bandiera)     | D     | Romain Saïss       |
| 16 | Inghilterra (bandiera) | C     | Conor Coady        |
| 32 | Belgio (bandiera)      | C     | Leander Dendoncker |
| 18 | Portogallo (bandiera)  | C     | Diogo Jota         |

| N. |                        | Ruolo | Calciatore         |
| -- | ---------------------- | ----- | ------------------ |
| 17 | Inghilterra (bandiera) | C     | Morgan Gibbs-White |
| 23 | Inghilterra (bandiera) | C     | Ryan Giles         |
| 28 | Portogallo (bandiera)  | C     | João Moutinho      |
| 26 | Portogallo (bandiera)  | C     | Pedro Gonçalves    |
| 8  | Portogallo (bandiera)  | C     | Rúben Neves        |
| 25 | Scozia (bandiera)      | C     | Elliot Watt        |
| 45 | Inghilterra (bandiera) | A     | Niall Ennis        |
| 10 | Angola (bandiera)      | A     | Hélder Costa       |
| 7  | Portogallo (bandiera)  | A     | Ivan Cavaleiro     |
| 9  | Messico (bandiera)     | A     | Raúl Jiménez       |
| 33 | Brasile (bandiera)     | A     | Leonardo Bonatini  |
|    | Irlanda (bandiera)     | A     | Joe Mason          |
| 37 | Spagna (bandiera)      | A     | Adama Traoré       |

## Organigramma societario
Area tecnica
- Allenatore: Nuno Espírito Santo
- Allenatore in seconda: Ian Cathro, Rui Silva
- Preparatore dei portieri: Rui Barbosa
- Preparatori atletici:

## Risultati

### Premier League

#### Girone di andata
| Arbitro: | Pawson |

|                       |           |                      |
| Neves 44’ Jiménez 80’ | Marcatori | 17’, 67’ Richarlison |

| Arbitro: | Dean |

|                                 |           |  |
| Doherty 29’ (aut.) Maddison 45’ | Marcatori |  |

| Arbitro: | Atkinson |

|          |           |             |
| Boly 57’ | Marcatori | 69’ Laporte |

| Arbitro: | Kavanagh |

|  |           |            |
|  | Marcatori | 90’ Traoré |

| Arbitro: | Marriner |

|             |           |  |
| Jiménez 61’ | Marcatori |  |

| Arbitro: | Friend |

|          |           |              |
| Fred 18’ | Marcatori | 53’ Moutinho |

| Arbitro: | Attwell |

|                         |           |  |
| Cavaleiro 79’ Jonny 87’ | Marcatori |  |

| Arbitro: | Oliver |

|  |           |             |
|  | Marcatori | 56’ Doherty |

| Arbitro: | Mason |

|  |           |                        |
|  | Marcatori | 20’ Capoue 21’ Pereyra |

| Arbitro: | Taylor |

|            |           |  |
| Murray 48’ | Marcatori |  |

| Arbitro: | Dean |

|                                     |           |                               |
| Neves 68’ (rig.) Jiménez 79’ (rig.) | Marcatori | 27’ Lamela 30’ Lucas 61’ Kane |

| Arbitro: | Attwell |

|                |           |               |
| Mxit'aryan 86’ | Marcatori | 13’ Cavaleiro |

| Arbitro: | Friend |

|  |           |              |
|  | Marcatori | 6’, 74’ Mooy |

| Arbitro: | Marriner |

|                            |           |             |
| Gunnarsson 65’ Hoilett 77’ | Marcatori | 18’ Doherty |

| Arbitro: | Moss |

|                      |           |                  |
| Jiménez 59’ Jota 63’ | Marcatori | 18’ Loftus-Cheek |

| Arbitro: | Dean |

|           |           |                      |
| Pérez 23’ | Marcatori | 17’ Jota 90’ Doherty |

| Arbitro: | Hooper |

|                           |           |  |
| Jiménez 12’ Cavaleiro 90’ | Marcatori |  |

| Arbitro: | Pawson |

|  |           |                        |
|  | Marcatori | 18’ Salah 68’ van Dijk |

| Arbitro: | Marriner |

|               |           |           |
| Sessegnon 74’ | Marcatori | 85’ Saïss |

#### Girone di ritorno
| Arbitro: | Attwell |

|          |           |                                |
| Kane 22’ | Marcatori | 72’ Boly 83’ Jiménez 87’ Costa |

| Arbitro: | East |

|  |           |                                 |
|  | Marcatori | 83’ Ayew 90’ (rig.) Milivojević |

| Arbitro: | Pawson |

|                                        |           |  |
| Jesus 10’, 39’ (rig.) Coady 78’ (aut.) | Marcatori |  |

| Arbitro: | Kavanagh |

|                               |           |                                      |
| Jota 4’, 64’, 90’ Bennett 12’ | Marcatori | 47’ Gray 51’ (aut.) Coady 87’ Morgan |

| Arbitro: | Coote |

|                            |           |  |
| Saïss 66’ Jiménez 80’, 86’ | Marcatori |  |

| Arbitro: | Mason |

|           |           |                                            |
| Gomes 27’ | Marcatori | 7’ (rig.) Neves 45’ Jiménez 66’ Dendoncker |

| Arbitro: | Scott |

|          |           |            |
| Boly 90’ | Marcatori | 56’ Hayden |

| Arbitro: | East |

|                 |           |                    |
| King 14’ (rig.) | Marcatori | 83’ (rig.) Jiménez |

| Arbitro: | Coote |

|            |           |  |
| Mounié 90’ | Marcatori |  |

| Arbitro: | Marriner |

|                      |           |  |
| Jota 16’ Jiménez 18’ | Marcatori |  |

| Arbitro: | Oliver |

|            |           |             |
| Hazard 90’ | Marcatori | 56’ Jiménez |

| Arbitro: | Kavanagh |

|                            |           |  |
| Coady 2’ (aut.) McNeil 77’ | Marcatori |  |

| Arbitro: | Dean |

|                              |           |               |
| Jota 25’ Smalling 77’ (aut.) | Marcatori | 13’ McTominay |

| Arbitro: | Moss |

|                          |           |          |
| Redmond 2’, 30’ Long 71’ | Marcatori | 28’ Boly |

| Wolverhampton 20 aprile 2019, ore 15:00 WEST 35ª giornata | Wolverhampton | 0 – 0 referto | Brighton | Molineux Stadium (31 096 spett.)\| Arbitro: \| Pawson \| |
| Arbitro:                                                  | Pawson        |               |          |                                                          |

| Arbitro: | Attwell |

|                                |           |                      |
| Neves 28’ Doherty 37’ Jota 45’ | Marcatori | 80’ Papastathopoulos |

| Arbitro: | Hooper |

|          |           |                      |
| Gray 49’ | Marcatori | 41’ Jiménez 77’ Jota |

| Arbitro: | Moss |

|                |           |  |
| Dendoncker 75’ | Marcatori |  |

| Arbitro: | Atkinson |

|               |           |  |
| Mané 17’, 81’ | Marcatori |  |

### FA Cup
| Arbitro: | Tierney |

|                       |           |           |
| Jiménez 38’ Neves 55’ | Marcatori | 51’ Origi |

| Arbitro: | East |

|                            |           |                         |
| Docherty 47’ Waterfall 71’ | Marcatori | 75’ Jiménez 90’ Doherty |

| Arbitro: | Probert |

|                               |           |                        |
| Doherty 2’, 45’ Cavaleiro 62’ | Marcatori | 11’ Bolton 39’ Laurent |

| Arbitro: | Atkinson |

|  |           |               |
|  | Marcatori | 28’ Cavaleiro |

| Arbitro: | Atkinson |

|                      |           |              |
| Jiménez 70’ Jota 76’ | Marcatori | 90’ Rashford |

| Arbitro: | Oliver |

|                                      |           |                         |
| Deulofeu 79’, 104’ Deeney 90’ (rig.) | Marcatori | 36’ Doherty 62’ Jiménez |

### Coppa di Lega
| Arbitro: | Jones |

|  |           |                               |
|  | Marcatori | 53’ Bonatini 85’ (rig.) Costa |

| Arbitro: | Tierney |

|                               |                      |                                          |
| Saïss Jota Ashley-Seal Traoré | Tiri di rigore 1 – 3 | Fuchs Ghezzal Choudhury Iborra Iheanacho |

## Statistiche

### Statistiche di squadra
| Competizione   | Punti | In casa | In casa | In casa | In casa | In casa | In casa | In trasferta | In trasferta | In trasferta | In trasferta | In trasferta | In trasferta | Totale | Totale | Totale | Totale | Totale | Totale | DR |
| Competizione   | Punti | G       | V       | N       | P       | Gf      | Gs      | G            | V            | N            | P            | Gf           | Gs           | G      | V      | N      | P      | Gf     | Gs     | DR |
| -------------- | ----- | ------- | ------- | ------- | ------- | ------- | ------- | ------------ | ------------ | ------------ | ------------ | ------------ | ------------ | ------ | ------ | ------ | ------ | ------ | ------ | -- |
| Premier League | 57    | 19      | 10      | 4       | 5       | 28      | 21      | 19           | 6            | 5            | 8            | 19           | 25           | 38     | 16     | 9      | 13     | 47     | 46     | +1 |
| FA Cup         | -     | 3       | 3       | 0       | 0       | 7       | 4       | 3            | 1            | 1            | 1            | 5            | 5            | 6      | 4      | 1      | 1      | 12     | 9      | +3 |
| Coppa di Lega  | -     | 1       | 0       | 1       | 0       | 0       | 0       | 1            | 1            | 0            | 0            | 2            | 0            | 2      | 1      | 1      | 0      | 2      | 0      | +2 |
| Totale         | -     | 23      | 13      | 5       | 5       | 35      | 25      | 23           | 8            | 6            | 9            | 26           | 30           | 46     | 21     | 11     | 14     | 61     | 55     | +6 |

### Andamento in campionato
| Giornata  | 1 | 2  | 3  | 4  | 5 | 6  | 7 | 8 | 9 | 10 | 11 | 12 | 13 | 14 | 15 | 16 | 17 | 18 | 19 | 20 | 21 | 22 | 23 | 24 | 25 | 26 | 27 | 28 | 29 | 30 | 31 | 32 | 33 | 34 | 35 | 36 | 37 | 38 |
| --------- | - | -- | -- | -- | - | -- | - | - | - | -- | -- | -- | -- | -- | -- | -- | -- | -- | -- | -- | -- | -- | -- | -- | -- | -- | -- | -- | -- | -- | -- | -- | -- | -- | -- | -- | -- | -- |
| Luogo     | C | T  | C  | T  | C | T  | C | T | C | T  | C  | T  | C  | T  | C  | T  | C  | C  | T  | T  | C  | T  | C  | C  | T  | C  | T  | T  | C  | T  | T  | C  | T  | C  | C  | T  | C  | T  |
| Risultato | N | P  | N  | V  | V | N  | V | V | P | P  | P  | N  | P  | P  | V  | V  | V  | P  | N  | V  | P  | P  | V  | V  | V  | N  | N  | P  | V  | N  | P  | V  | P  | N  | V  | V  | V  | P  |
| Posizione | 9 | 14 | 14 | 11 | 9 | 10 | 9 | 7 | 9 | 10 | 11 | 11 | 11 | 12 | 12 | 10 | 7  | 10 | 11 | 7  | 9  | 11 | 8  | 7  | 7  | 7  | 8  | 7  | 7  | 7  | 7  | 7  | 7  | 7  | 7  | 7  | 7  | 7  |

Legenda:

Luogo: C = Casa; T = Trasferta. Risultato: V = Vittoria; N = Pareggio; P = Sconfitta.

### Statistiche dei giocatori
| Giocatore      | Premier League | Premier League | Premier League | Premier League | FA Cup   | FA Cup | FA Cup      | FA Cup     | Coppa di Lega | Coppa di Lega | Coppa di Lega | Coppa di Lega | Totale   | Totale | Totale      | Totale     |
| Giocatore      | Presenze       | Reti           | Ammonizioni    | Espulsioni     | Presenze | Reti   | Ammonizioni | Espulsioni | Presenze      | Reti          | Ammonizioni   | Espulsioni    | Presenze | Reti   | Ammonizioni | Espulsioni |
| -------------- | -------------- | -------------- | -------------- | -------------- | -------- | ------ | ----------- | ---------- | ------------- | ------------- | ------------- | ------------- | -------- | ------ | ----------- | ---------- |
| W. Norris      | 1              | 0              | 0              | 0              | -        | -      | -           | -          | -             | -             | -             | -             | 1        | 0      | 0           | 0          |
| J. Ruddy       | 1              | 0              | 0              | 0              | 6        | 0      | 0           | 0          | 2             | 0             | 0             | 0             | 9        | 0      | 0           | 0          |
| R. Patrício    | 37             | 0              | 0              | 0              | -        | -      | -           | -          | -             | -             | -             | -             | 37       | 0      | 0           | 0          |
| R. Bennett     | 34             | 1              | 12             | 0              | 5        | 0      | 0           | 0          | 1             | 0             | 0             | 0             | 40       | 1      | 12          | 0          |
| W. Boly        | 36             | 4              | 2              | 1              | 5        | 0      | 1           | 0          | -             | -             | -             | -             | 41       | 4      | 3           | 1          |
| M. Doherty     | 38             | 4              | 5              | 0              | 6        | 4      | 0           | 0          | 1             | 0             | 0             | 0             | 45       | 8      | 5           | 0          |
| C. John        | -              | -              | -              | -              | -        | -      | -           | -          | -             | -             | -             | -             | -        | -      | -           | -          |
| Jonny          | 33             | 1              | 6              | 0              | 5        | 0      | 0           | 0          | 1             | 0             | 0             | 0             | 39       | 1      | 6           | 0          |
| M. Kilman      | 1              | 0              | 0              | 0              | -        | -      | -           | -          | -             | -             | -             | -             | 1        | 0      | 0           | 0          |
| R. Vinagre     | 17             | 0              | 1              | 0              | 2        | 0      | 0           | 0          | 2             | 0             | 0             | 0             | 21       | 0      | 1           | 0          |
| R. Saïss       | 19             | 2              | 7              | 0              | 5        | 0      | 1           | 0          | 2             | 0             | 0             | 0             | 26       | 2      | 8           | 0          |
| C. Coady       | 38             | 0              | 5              | 0              | 6        | 0      | 1           | 0          | 2             | 0             | 0             | 0             | 46       | 0      | 6           | 0          |
| L. Dendoncker  | 19             | 2              | 1              | 0              | 5        | 0      | 0           | 0          | 2             | 0             | 0             | 0             | 26       | 2      | 1           | 0          |
| D. Jota        | 33             | 9              | 11             | 0              | 3        | 1      | 0           | 0          | 1             | 0             | 1             | 0             | 37       | 10     | 12          | 0          |
| M. Gibbs-White | 26             | 0              | 1              | 0              | 3        | 0      | 1           | 0          | 2             | 0             | 0             | 0             | 31       | 0      | 2           | 0          |
| R. Giles       | -              | -              | -              | -              | 1        | 0      | 0           | 0          | -             | -             | -             | -             | 1        | 0      | 0           | 0          |
| J. Moutinho    | 38             | 1              | 4              | 0              | 6        | 0      | 1           | 0          | -             | -             | -             | -             | 44       | 1      | 5           | 0          |
| P. Gonçalves   | -              | -              | -              | -              | -        | -      | -           | -          | 1             | 0             | 0             | 0             | 1        | 0      | 0           | 0          |
| R. Neves       | 35             | 4              | 8              | 0              | 5        | 1      | 2           | 0          | -             | -             | -             | -             | 40       | 5      | 10          | 0          |
| E. Watt        | -              | -              | -              | -              | -        | -      | -           | -          | 1             | 0             | 0             | 0             | 1        | 0      | 0           | 0          |
| N. Ennis       | -              | -              | -              | -              | 1        | 0      | 0           | 0          | -             | -             | -             | -             | 1        | 0      | 0           | 0          |
| H. Costa       | 25             | 1              | 3              | 0              | 4        | 0      | 0           | 0          | 1             | 1             | 0             | 0             | 30       | 2      | 3           | 0          |
| I. Cavaleiro   | 23             | 3              | 1              | 0              | 5        | 2      | 0           | 0          | 1             | 0             | 0             | 0             | 29       | 5      | 1           | 0          |
| R. Jiménez     | 38             | 13             | 4              | 0              | 6        | 4      | 0           | 0          | -             | -             | -             | -             | 44       | 17     | 4           | 0          |
| L. Bonatini    | 7              | 0              | 0              | 0              | -        | -      | -           | -          | 2             | 1             | 0             | 0             | 9        | 1      | 0           | 0          |
| J. Mason       | -              | -              | -              | -              | -        | -      | -           | -          | -             | -             | -             | -             | -        | -      | -           | -          |
| A. Traoré      | 29             | 1              | 1              | 0              | 5        | 0      | 0           | 0          | 2             | 0             | 0             | 0             | 36       | 1      | 1           | 0          |
| B. Ashley-Seal |                | -              | -              | -              | -        | -      | -           | -          | - 2           | 0             | 0             | 0             | 0        | 0      | 0           | 0          |
| K. Hause       | -              | -              | -              | -              | -        | -      | -           | -          | 2             | 0             | 0             | 0             | 2        | 0      | 0           | 0          |